# Ludloff-Fleck
Der Ludloff-Fleck ist nach dem Mediziner Karl Ludloff benannt. Es beschreibt eine kreisförmige Aufhellung im Röntgenbild bei seitlichem Strahlengang, welche sich als sogenanntes Epiphysendreieck (engl. Ludloff's triangle) auf den beiden weit von der Körpermitte entfernten (distalen) Gelenkfortsätze des Oberschenkelknochens, den Femurkondylen, projiziert.
Es stellt keinen pathologischen Prozess dar, ist also harmlos und ist um das 16. Lebensjahr in der Wachstumsphase des Körpers am deutlichsten zu erkennen.
Diese Aufhellung kann bei wachsendem Skelett zur Feststellung von knöchernen Ausrissverletzungen eingesetzt werden.

## Sichtbarkeit des Ludloff-Flecks
Diese Aufhellung ist bauchseitig (ventral) und distal durch die Knochenvertiefung, die sich zwischen den beiden Gelenkhöckern des distalen Oberschenkelknochens (Kortikalis der Fossa intercondylica) befindet, sichtbar. Zum Kopf hin (kranial) zeigt das Röntgenbild die Epiphysenlinie. Zum Rücken hin (dorsal) ist der Fleck nur unscharf feststellbar.